# Loivre
Pour les articles homonymes, voir Loivre (homonymie).
Loivre [lwavʀə] est une commune française, située dans le département de la Marne en région Grand Est.

## Géographie
| Hermonville       | Cauroy-lès-Hermonville | Berméricourt |
| Villers-Franqueux | Loivre                 |              |
| Thil              | Courcy                 | Brimont      |

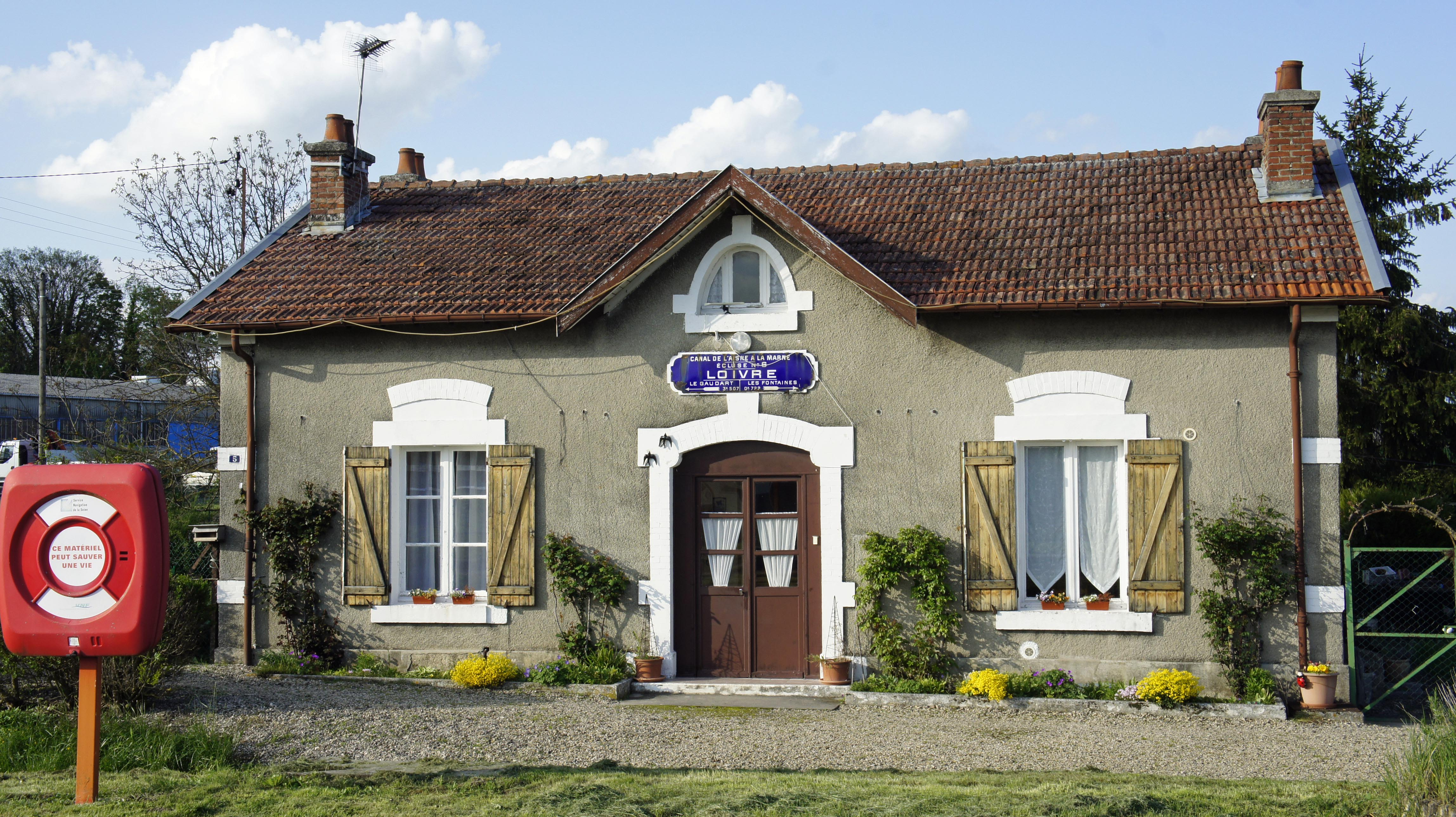
Canal de l’Aisne à la Marne : maison de l'écluse au lieu-dit les Fontaines.

Le village  a été établi dans la plaine Nord-champenoise qui est dominée à l'ouest par le massif de Saint-Thierry. Au sud, elle est dominée par la « butte » de Brimont sur laquelle fut édifié un fort qui faisait partie de la ceinture de défense de la ville de Reims. Il fut un enjeu important des combats de la Première Guerre mondiale dans le secteur. Au nord-ouest de la commune, une légère surélévation sur laquelle furent implantés des moulins à vent.
La commune est située à une dizaine de kilomètres au nord de Reims entre deux anciennes voies romaines dont le tracé est conservé par la RD 944 (Reims - Laon via Berry-au-Bac) et la RD 366. Elle est sur l'axe est-ouest qu'est la RD 30 de Bourgogne à Fismes.
Le territoire communal est traversé de nord en sud par :
- les deux anciennes voies romaines déjà citées,
- par l'autoroute A 26 dite l'autoroute des Anglais,
- le  canal de l'Aisne à la Marne avec deux écluses et un port,
- une ligne ferroviaire (Reims - Laon)  qui fonctionne encore aujourd'hui avec une halte ferroviaire et desservie par la ligne de Reims à Laon du TER Champagne-Ardenne,
- la vallée de la Loivre qui prend sa source au lieu-dit des Fontaines sur la commune. La Loivre est un affluent de l'Aisne qu'elle rejoint à Berry-au-Bac.

Autrefois petit centre industriel et agroalimentaire avec sa sucrerie et sa verrerie, la commune est un village-dortoir dont la population travaille principalement sur l'agglomération rémoise.

### Environnement
La commune possède une zone humide protégée (vallée de la Loivre).
La commune est aussi un village fleuri avec deux fleurs.

### Hydrographie

#### Réseau hydrographique
La commune est dans la région hydrographique « la Seine du confluent de l'Oise (inclus) à l'embouchure » au sein du bassin Seine-Normandie. Elle est drainée par le canal de la Marne à l'Aisne, la Loivre et le ruisseau de Rabassa,.
Depuis 1866, le canal de l'Aisne à la Marne reliant Berry-au-Bac à Condé-sur-Marne permet à Reims d'avoir un accès à la Marne à partir des canaux de l'Aisne. Construit à partir du 9 mars 1842, ce canal à bief de partage possède une longueur de 58 km et a permis, lorsque cette voie maritime a été reliée en 1861 par le canal de la Marne au Rhin, de former une grande ligne de navigation qui permit de relier Strasbourg à Lille en passant par le Rhin. Il est mis au gabarit Freycinet entre 1878 et 1883,. 
La Loivre, d'une longueur de 10 km, prend sa source dans la commune  et se jette  dans l'Aisne à Berry-au-Bac, après avoir traversé quatre communes. 

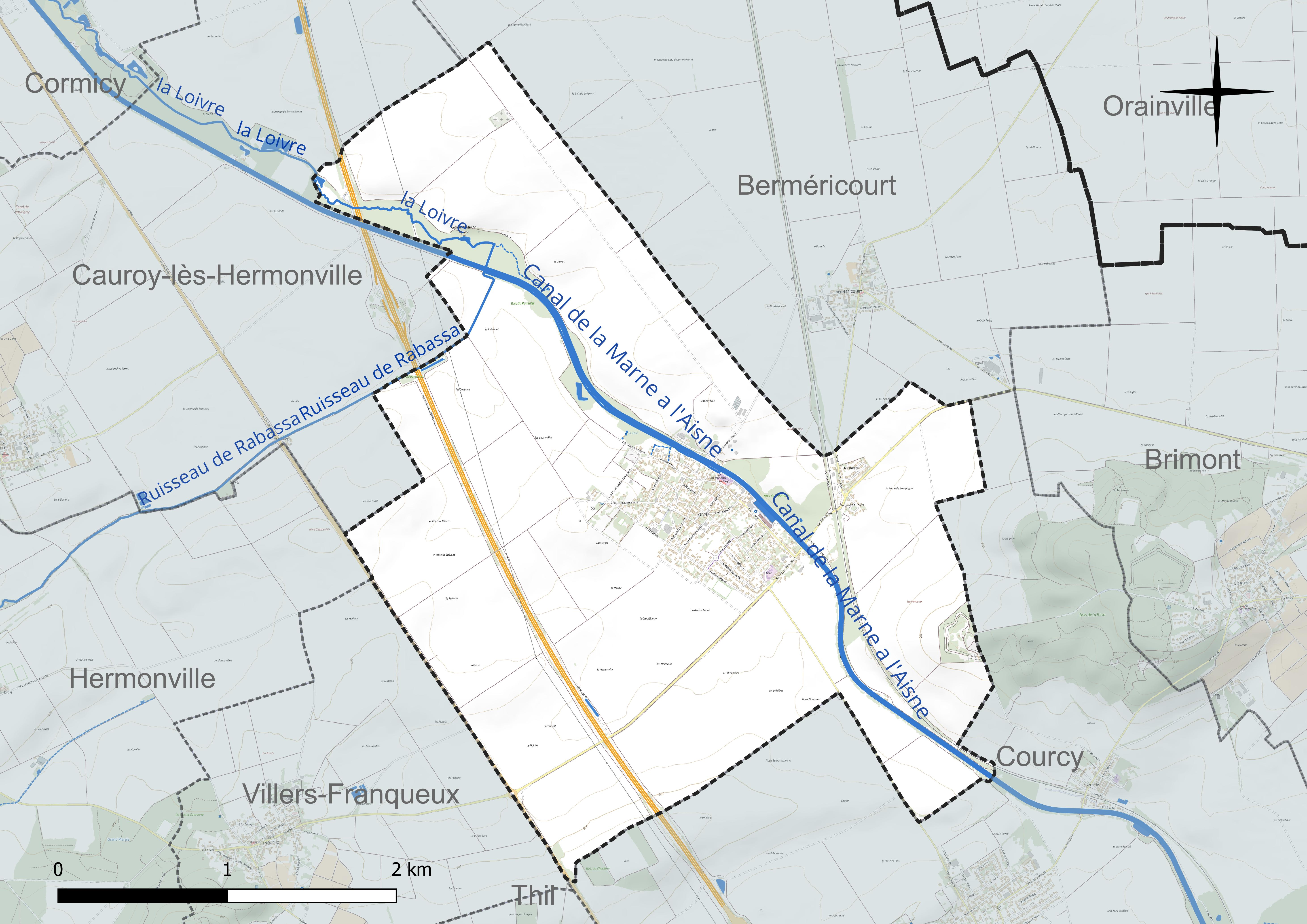
Réseau hydrographique de Loivre.

#### Gestion et qualité des eaux
Le territoire communal est couvert par le schéma d'aménagement et de gestion des eaux (SAGE) « Aisne Vesle Suippe ». Ce document de planification, dont le territoire s’étend sur 3 096 km2 répartis sur trois départements (Aisne, Marne et Ardennes) et deux régions (Champagne-Ardenne et Picardie), a été approuvé le 16 décembre 2013. La structure porteuse de l'élaboration et de la mise en œuvre est le Syndicat d’aménagement des bassins Aisne Vesle Suippe (SIABAVES). 
La qualité des cours d’eau peut être consultée sur un site dédié géré par les agences de l’eau et l’Agence française pour la biodiversité. 

### Climat
Pour des articles plus généraux, voir Climat du Grand Est et Climat de la Marne.
En 2010, le climat de la commune est de type climat océanique dégradé des plaines du Centre et du Nord, selon une étude du Centre national de la recherche scientifique s'appuyant sur une série de données couvrant la période 1971-2000. En 2020, Météo-France publie une typologie des climats de la France métropolitaine dans laquelle la commune est exposée à un climat océanique altéré et est dans la région climatique  Nord-est du bassin Parisien, caractérisée par un ensoleillement médiocre, une pluviométrie moyenne régulièrement répartie au cours de l’année et un hiver froid (3 °C). 
Pour la période 1971-2000, la température annuelle moyenne est de 10,4 °C, avec une amplitude thermique annuelle de 15,1 °C. Le cumul annuel moyen de précipitations est de 687 mm, avec 11,6 jours de précipitations en janvier et 8,2 jours en juillet. Pour la période 1991-2020, la température moyenne annuelle observée sur la station météorologique de Météo-France la plus proche, « Chambrecy-Civc », sur la commune de Chambrecy à 21 km à vol d'oiseau, est de 10,7 °C et le cumul annuel moyen de précipitations est de 734,0 mm. 
La température maximale relevée sur cette station est de 40,3 °C, atteinte le 25 juillet 2019 ; la température minimale est de −22,1 °C, atteinte le 17 janvier 1985,,. 
Les paramètres climatiques de la commune ont été estimés pour le milieu du siècle (2041-2070) selon différents scénarios d'émission de gaz à effet de serre à partir des nouvelles projections climatiques de référence DRIAS-2020. Ils sont consultables sur un site dédié publié par Météo-France en novembre 2022.

## Urbanisme

### Typologie
Au 1er janvier 2024, Loivre est catégorisée bourg rural, selon la nouvelle grille communale de densité à sept niveaux définie par l'Insee en 2022.
Elle est située hors unité urbaine. Par ailleurs la commune fait partie de l'aire d'attraction de Reims, dont elle est une commune de la couronne,. Cette aire, qui regroupe 294 communes, est catégorisée dans les aires de 200 000 à moins de 700 000 habitants,.

### Occupation des sols
L'occupation des sols de la commune, telle qu'elle ressort de la base de données européenne d’occupation biophysique des sols Corine Land Cover (CLC), est marquée par l'importance des territoires agricoles (88,4 % en 2018), en diminution par rapport à 1990 (89,3 %). La répartition détaillée en 2018 est la suivante : 
terres arables (85,9 %), zones urbanisées (7,7 %), forêts (3,8 %), zones agricoles hétérogènes (2,6 %). L'évolution de l’occupation des sols de la commune et de ses infrastructures peut être observée sur les différentes représentations cartographiques du territoire : la carte de Cassini (XVIIIe siècle), la carte d'état-major (1820-1866) et les cartes ou photos aériennes de l'IGN pour la période actuelle (1950 à aujourd'hui).

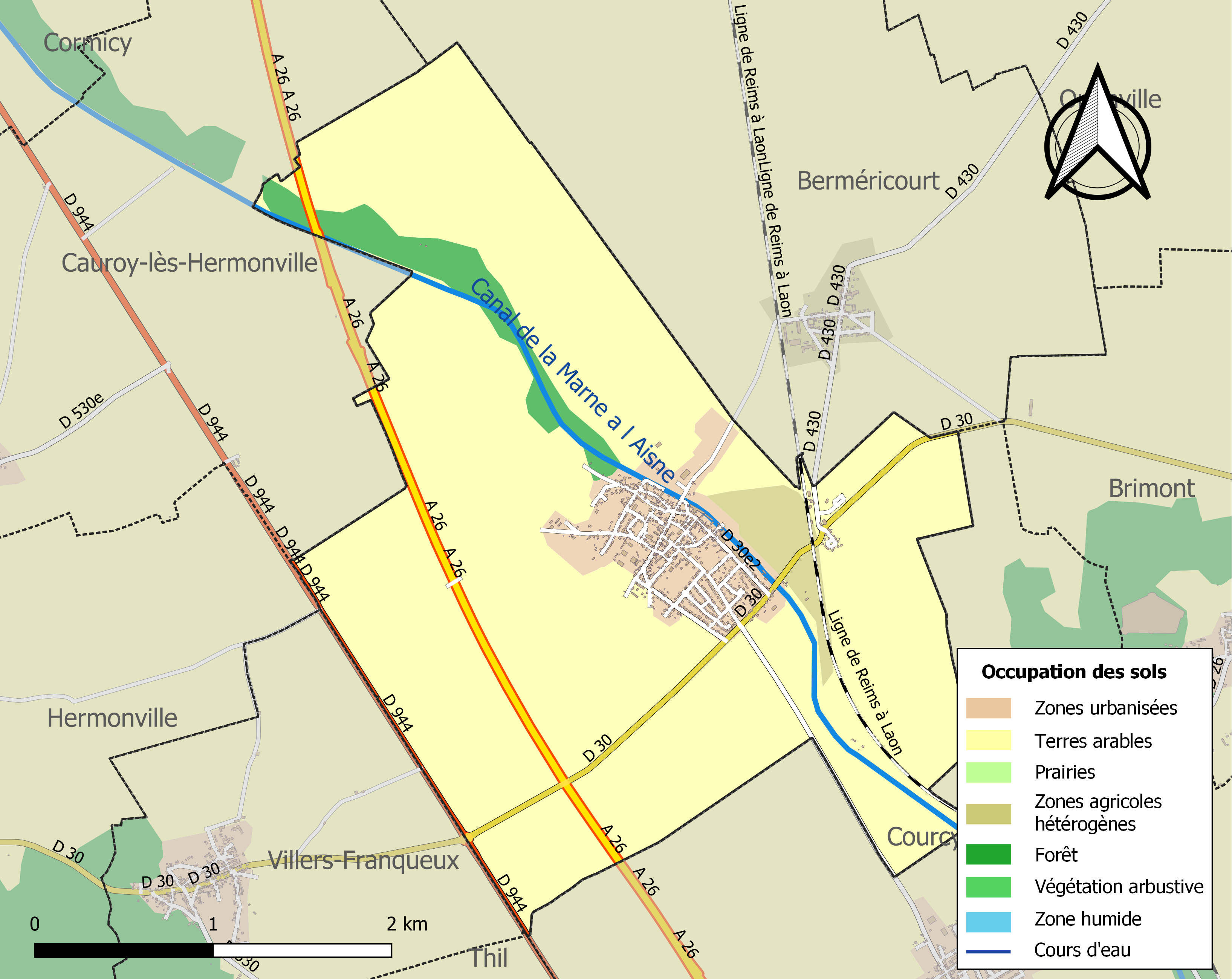
Carte des infrastructures et de l'occupation des sols de la commune en 2018 (CLC).

## Toponymie
Le nom de la localité est attesté sous les formes Louvria (1159-1181) ; Lovria (1182) ; Oivre (vers 1220) ; Libera (vers 1260) ; Loyvre (1334) ; Loivres (1344) ; Loivre (1386).

La rivière la Loivre a donné son hydronyme à la commune où elle prend sa source.

## Histoire

### Origines
L'origine de la commune est à ce jour incertaine. Elle peut cependant être liée à un établissement d'exploitation agricole gallo-romain. L'église qui a été détruite lors du premier conflit mondial, avait été construite au lieu-dit le Champ Vert au XIIe siècle.
L'agriculture a été l'élément dynamique du développement et de l'économie de la commune jusqu'au XIXe siècle. Les moulins encore présents avant la Première Guerre mondiale sur les hauteurs au nord-ouest de la commune en attestait l'importance.

#### Le château des Fontaines
Le château des Fontaines a été construit par les seigneurs de Loivre vers le XVIIe siècle au lieu-dit des Fontaines. Il fut reconstruit au XVIIIe siècle et comprenait alors un corps deux logis, deux pavillons et un grand parc aménagé au XIXe siècle et qui descendait jusqu'à la Loivre.

#### Le moulin Berriot
Le moulin à vent fut construit vers 1800 au lieu-dit le Beauscher par la famille Beriot, une dynastie de meuniers.

### Le développement industriel

#### Un développement lié aux infrastructures de transport
Petit bourg de plaine entre deux voies de circulation antiques, la commune va connaître un essor important avec la réalisation au XIXe siècle de deux infrastructures importantes : le canal de l'Aisne à la Marne et la voie ferrée qui va relier Reims à Laon.
- Le canal de l'Aisne à la Marne de type Freyssinet a été achevé en 1866. Il comportait sur la commune de Loivre un port entre deux écluses.
- La voie ferroviaire est mise en service en 1857 par la Compagnie des chemins de fer des Ardennes et relie Reims à Laon.

Ces deux infrastructures majeures vont permettre l'établissement d'une sucrerie et aussi d'une verrerie.

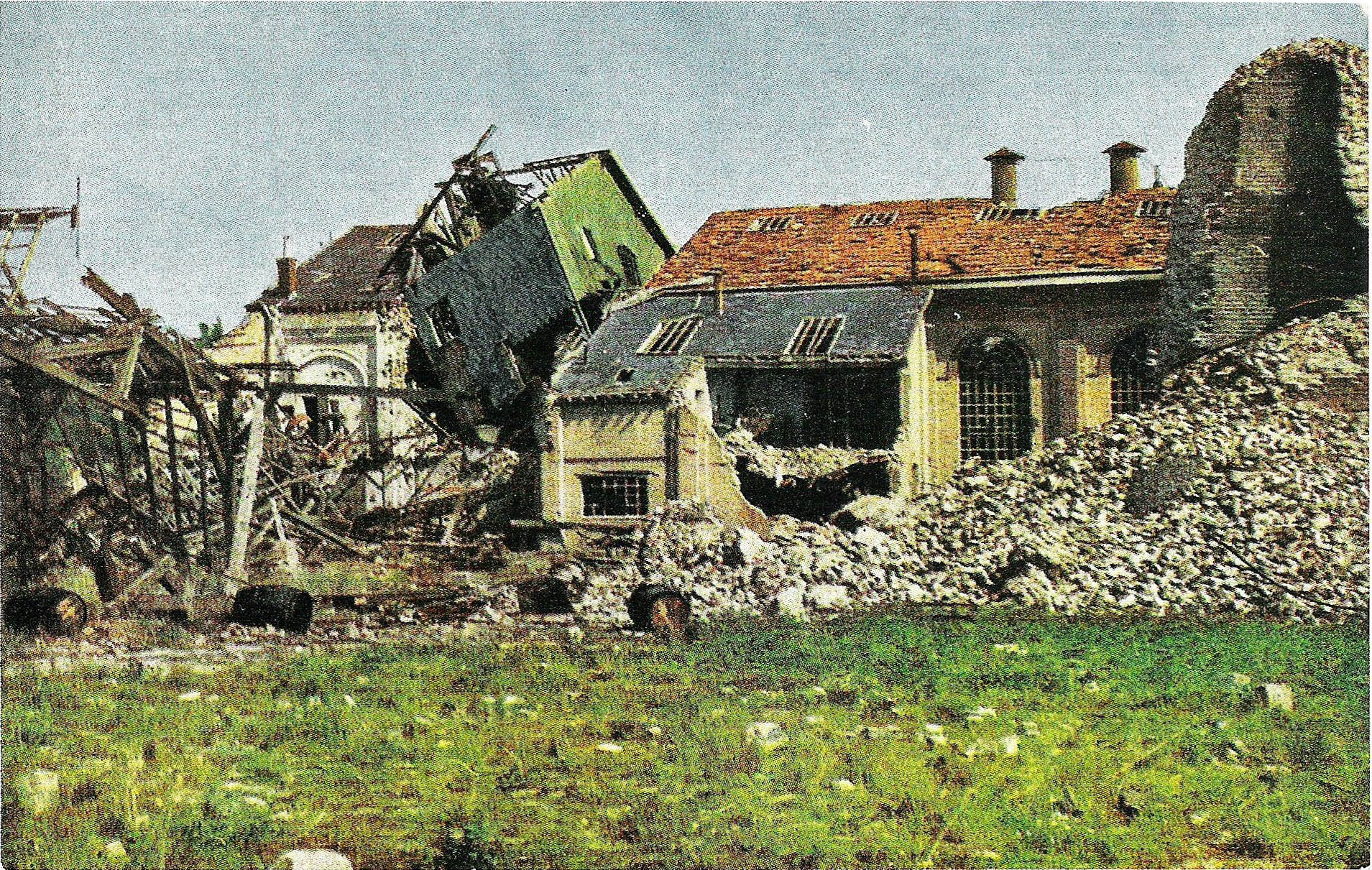
La sucrerie détruite lors de la Grande Guerre.

#### La verrerie - 1854

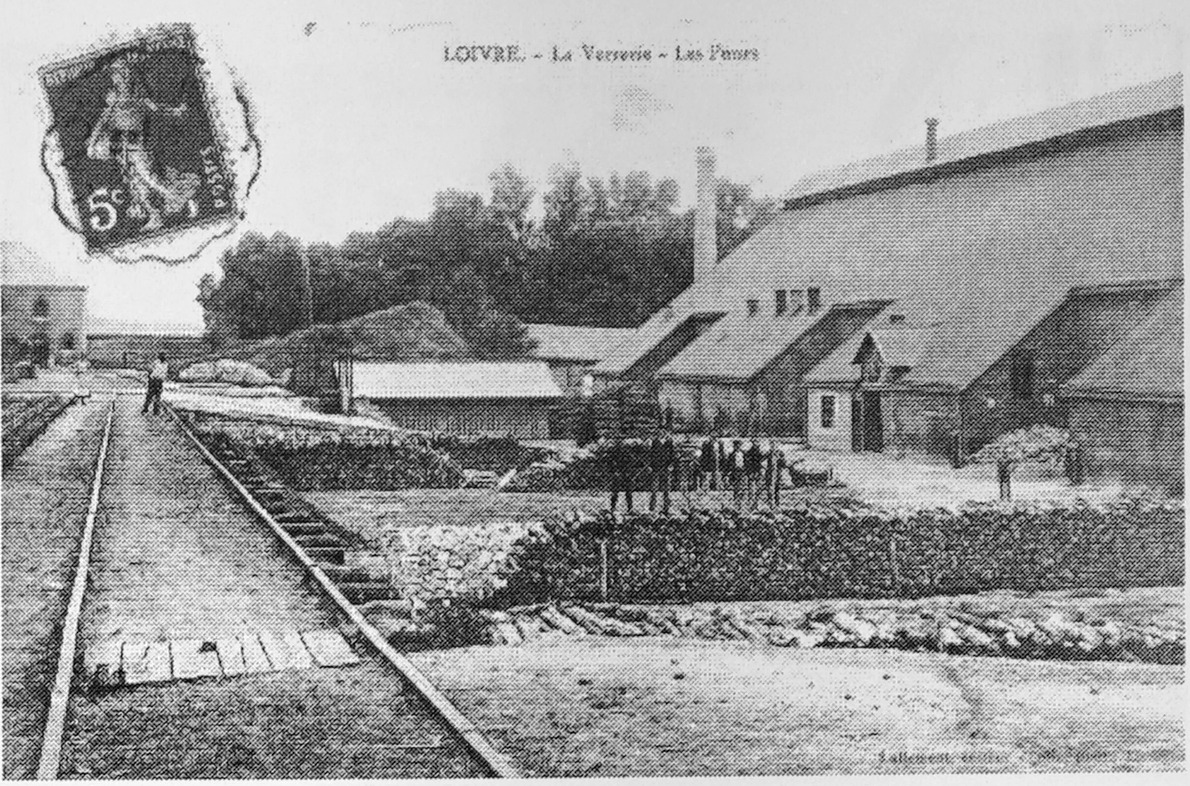
Carte postale de la verrerie.

Eugène-Louis de Bigault de Granrut (1828-1894) qui épousa, en 1859, Isabelle De Boullenois de Senuc (1838-1908), et son frère Gabriel-Alfred de Bigault de Granrut (1827-1904) prirent la décision d’éteindre une partie des fours de la vallée du Four de Paris aux Islettes, en Argonne, devenus peu rentables et de délocaliser leur  activité à Loivre. Leur sœur Marie-Emilie de Bigault de Granrut était mariée à Marie-Charles-Auguste Ruinart de Brimont dont les ancêtres étaient originaires de Loivre.
En 1853, ils se portèrent acquéreur du domaine des Fontaines, à Loivre, château et fermes et édifièrent en bordure du canal de l’Aisne, une verrerie pour répondre au marché des bouteilles de Champagne. Leur beau-frère Henry de Boullenois les rejoignit. Avec des millions de bouteilles, produites chaque année, elle fut rapidement célèbre et rentable. Dès 1855, la verrerie Granrut frères occupe un stand à la première exposition universelle de Paris. Eugène est mort en 1894 à Loivre, au château des Fontaines et inhumé dans le cimetière des Alleux dans les Ardennes où il avait acheté le domaine de Maison-Rouge. Sa tombe fut transférée ensuite à Senuc le pays de son épouse. Charles Marie Joseph Albert Louis comte de Bigault de Granrut succéda à son père et repris le titre de maître verrier, d’abord en société avec sa mère et sa sœur Lucie Marie Gabrielle Angèle de Bigault de Granrut (1862-1942), puis seul à partir de 1899. Il épousa en 1892  Paule Charlotte Henriette de Puget de Barbentane de Cabassol du Real  (1865-1936) et habitèrent le château des Fontaines à Loivre et le Four de Paris. Sa sœur Lucie, qui avait épousé Maurice Guy Marie Gautier de Charnace  (1857-1923) habitait le château d'Aulnois à Aulnois-sur-Seille.

#### La sucrerie - 1885

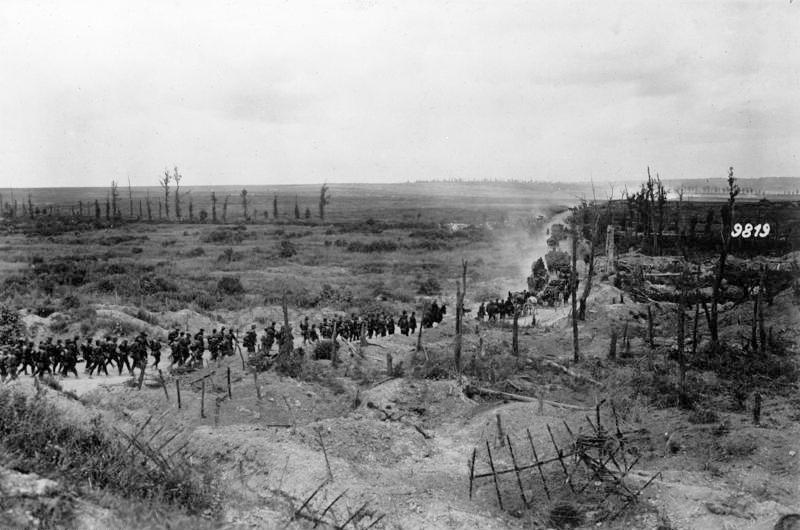
Colonne de soldats allemands entre Loivre et Brimont, dans le département de Marne, en France, en 1918.

La sucrerie a été par MM. Chovet et Thiery sur des terrains actuellement rues de Verdun et de Courcy qui utilisa le port du canal pour ses expéditions. Son directeur, M. Lemaire mourut au champ d'honneur. Après la guerre la sucrerie fusionna avec celle de Condé-sur-Suippes. Près de la verrerie était aussi installée, avant la Première Guerre mondiale, une fabrique de paillons utilisés pour le transport des bouteilles et qui fonctionna jusqu'en 1930.

#### La Motterie
Jusqu'à la Première Guerre mondiale, il existait à Loivre à l'emplacement de ce qui est devenu ensuite une décharge, une motterie, lieu d'extraction de mottes de craies qui servaient pour la fabrication du blanc d'Espagne. Les galeries d'exploitations servirent de champignonnières. La Motterie fut détruite lors de la Première Guerre mondiale. C'est l'ancien mécanicien de l'aviateur Guynemer, le colonel Pinot qui remit le site en exploitation à partir de 1945 avec l'entreprise MEAC (marnages et épandages d'amendements calcaires) jusque dans les années 1960.

#### La gendarmerie
À proximité immédiate de l'axe important qu'est la RN 44, Loivre est dotée d'une gendarmerie qui sera construite rue de la Vinderie (aujourd'hui rue du Général-Leclerc). La gendarmerie sera reconstruite le long du CD 30 avec deux bâtiments pour loger les gendarmes. Elle sera reconstruite en 1985 pour la gendarmerie actuelle.

#### Les destructions de la guerre

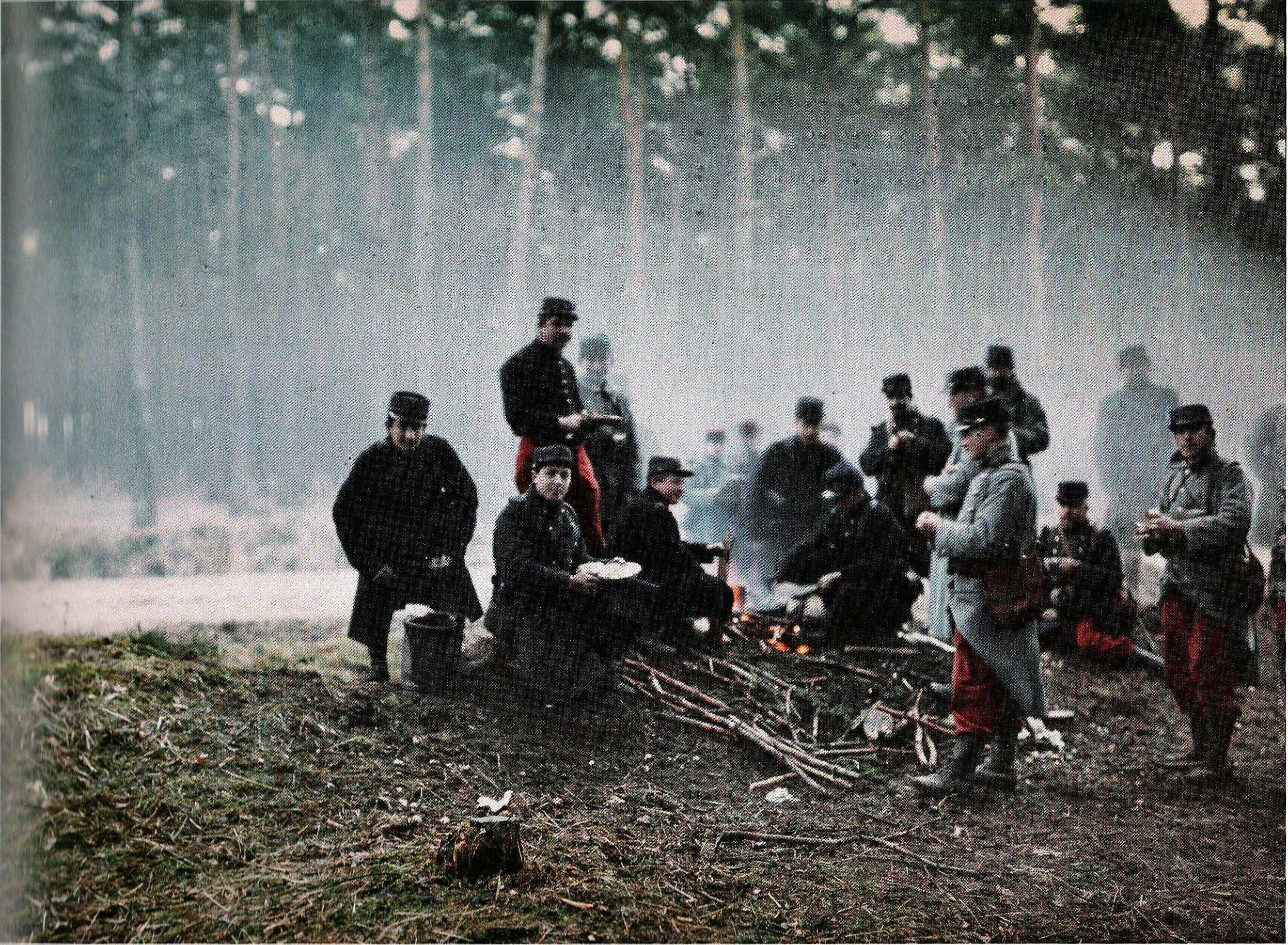
à Loivre en 1915 par Jules Gervais-Courtellemont.

La commune est un enjeu stratégique avec le franchissement du canal, la voie ferrée. La zone est dominée par le fort de Brimont, tenu par les troupes françaises et qui commande l'accès Nord vers Reims. La commune sera totalement détruite et son territoire porte encore les stigmates de ces combats avec les sapes et tranchées plus ou moins bien comblées.
En 1919, après l'Armistice, la commune totalement dévastée, comme les communes voisines (Courcy, Brimont, Bermericourt et Cormicy), est classées en zone rouge.
Entièrement détruite pendant la Première Guerre mondiale, la verrerie de Loivre  n'est pas reconstruite par Charles de Grandrut. M. Givelet lui racheta le fonds de commerce et les dommages de guerre afférents. La société prend le nom de « Verreries de Courcy et de Loivre réunis - Givelet et Cie ». La sucrerie fut aussi détruite pendant la Grande Guerre.

### Décorations françaises
- Croix de guerre 1914-1918 : 1er octobre 1920.

## Politique et administration
La commune est comprise dans l'aire du SCOT (schéma de cohérence territoriale) de la Région de Reims 

### Intercommunalité
La commune, membre de la communauté de communes de la Colline créée par un arrêté préfectoral du 23 décembre 1994, puis, depuis le 1er janvier 2014, membre de la communauté de communes du Nord Champenois jusqu'au 1er janvier 2017.
En effet, conformément au schéma départemental de coopération intercommunale de la Marne du 15 décembre 2011, cette communauté de communes du Nord Champenois est issue de la fusion, le 1er janvier 2014, de :
- la communauté de communes de la Colline,
- de la communauté de communes de la Petite Montagne,
- de la communauté de communes des Deux Coteaux
- et de la communauté de communes du Massif[22],[23].

Le 1er janvier 2017, la commune adhère à la communauté urbaine du Grand Reims,..

### Liste des maires
| Période                                  | Période         | Identité                          | Étiquette | Qualité                  |
| ---------------------------------------- | --------------- | --------------------------------- | --------- | ------------------------ |
| Les données manquantes sont à compléter. |                 |                                   |           |                          |
| avant 1874                               | après 1879      | de Granrut                        |           |                          |
| avant 1981                               | ?               | Jean Demarty                      |           |                          |
| mars 2001                                | 3 décembre 2014 | Michel Guillou                    |           | Ingénieur Démissionnaire |
| 3 décembre 2014,                         | en cours        | Claudine Rousseaux réélu mai 2020 |           |                          |

## Démographie
L'évolution du nombre d'habitants est connue à travers les recensements de la population effectués dans la commune depuis 1793. Pour les communes de moins de 10 000 habitants, une enquête de recensement portant sur toute la population est réalisée tous les cinq ans, les populations de référence des années intermédiaires étant quant à elles estimées par interpolation ou extrapolation. Pour la commune, le premier recensement exhaustif entrant dans le cadre du nouveau dispositif a été réalisé en 2006.

En 2022, la commune comptait 1 438 habitants, en évolution de +12,08 % par rapport à 2016 (Marne : −1,19 %, France hors Mayotte : +2,11 %).
| 1793 | 1800 | 1806 | 1821 | 1831 | 1836 | 1841 | 1846 | 1851 |
| ---- | ---- | ---- | ---- | ---- | ---- | ---- | ---- | ---- |
| 580  | 496  | 459  | 544  | 609  | 624  | 690  | 790  | 720  |

| 1856 | 1861  | 1866  | 1872  | 1876  | 1881  | 1886  | 1891  | 1896  |
| ---- | ----- | ----- | ----- | ----- | ----- | ----- | ----- | ----- |
| 844  | 1 218 | 1 254 | 1 436 | 1 576 | 1 372 | 1 352 | 1 384 | 1 466 |

| 1901  | 1906  | 1911  | 1921 | 1926 | 1931 | 1936 | 1946 | 1954 |
| ----- | ----- | ----- | ---- | ---- | ---- | ---- | ---- | ---- |
| 1 410 | 1 380 | 1 379 | 558  | 533  | 556  | 531  | 542  | 543  |

| 1962 | 1968 | 1975 | 1982 | 1990 | 1999  | 2006  | 2011  | 2016  |
| ---- | ---- | ---- | ---- | ---- | ----- | ----- | ----- | ----- |
| 627  | 633  | 591  | 758  | 925  | 1 097 | 1 126 | 1 156 | 1 283 |

| 2021  | 2022  | - | - | - | - | - | - | - |
| ----- | ----- | - | - | - | - | - | - | - |
| 1 409 | 1 438 | - | - | - | - | - | - | - |

## Économie
L'économie de la commune est principalement agricole avec la culture de céréales et de betteraves et du tabac.
Les commerces de la commune se limitent à une boulangerie, une supérette et un café-tabac. La commune possède aussi deux garages automobiles.
La commune possède encore un port sur le canal. Les silos à grains liés à l'activité céréalière de la commune et de celles environnantes ont été détruits en 2024. L'activité des silos, historiquement gérée par l'entreprise Vivescia, s'est arrêtée en 2023.
L'usage de l'espace ainsi dégagé est à l'étude.

## Culture locale et patrimoine

### Lieux et monuments
L'église

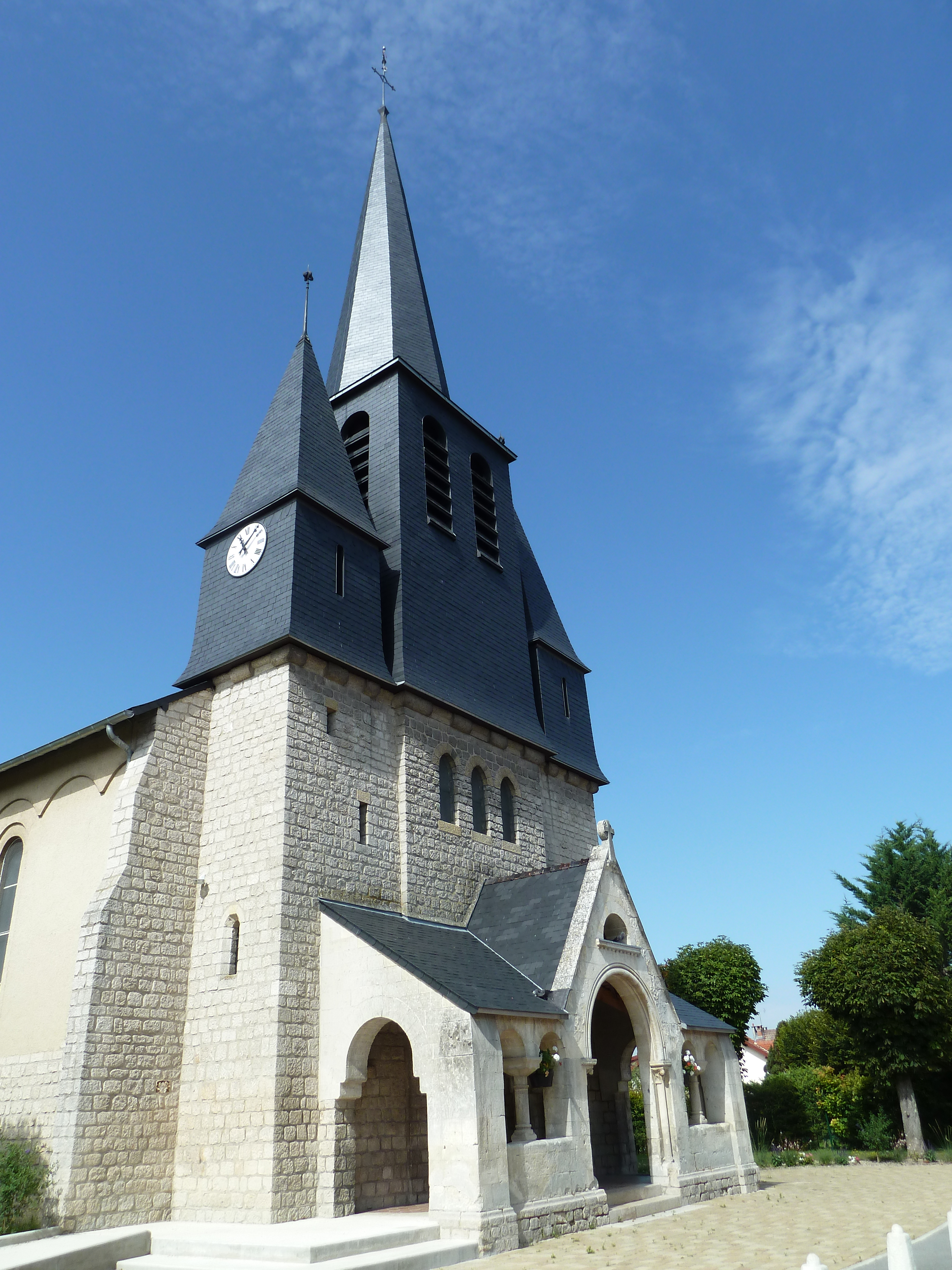
L'église.

L'église du XIIe siècle au lieu-dit le Champ Vert, fut détruite pendant la Grande Guerre. À la suite de la dégradation de l'église de Bermericourt qui n'était plus entretenue au XVIIe siècle, le curé de Loivre eut la charge de la paroisse de Bermericourt. Un baraquement en bois accueillit les fidèles jusqu’en 1927. À cette date, l’actuelle église dédiée à saint Remi fut reconstruite au cœur du village en reprenant notamment le principe du porche couverte de l'ancienne église et rappelant ceux d'Hermonville et de Cauroy-les-Hermonville tout proches. Cette église non classée s’est dégradée. En 2009, les travaux de rénovation (charpente, toiture, chauffage, éclairage, peinture intérieure...) ont été réalisés par la commune.
La gare de Loivre
La gare de Loivre témoigne de l'importance du trafic autrefois. Elle reste encore aujourd'hui un lien important avec l'agglomération rémoise et notamment pour les scolaires et les étudiants.
Le paysagiste Édouard Redont
La commune abrite aussi un parc qui fut élaboré par un paysagiste célèbre de l'après-guerre né à Champigny sur les bords de la Vesle, Edouard Redont (1862-1942). La maison bourgeoise "villa La Bruyère" de style 1930 est encore entourée des restes du parc initial.
Reconstruction
La commune possède quelques éléments architecturaux de la reconstruction et aussi une salle des fêtes de la même époque.
Autres lieux

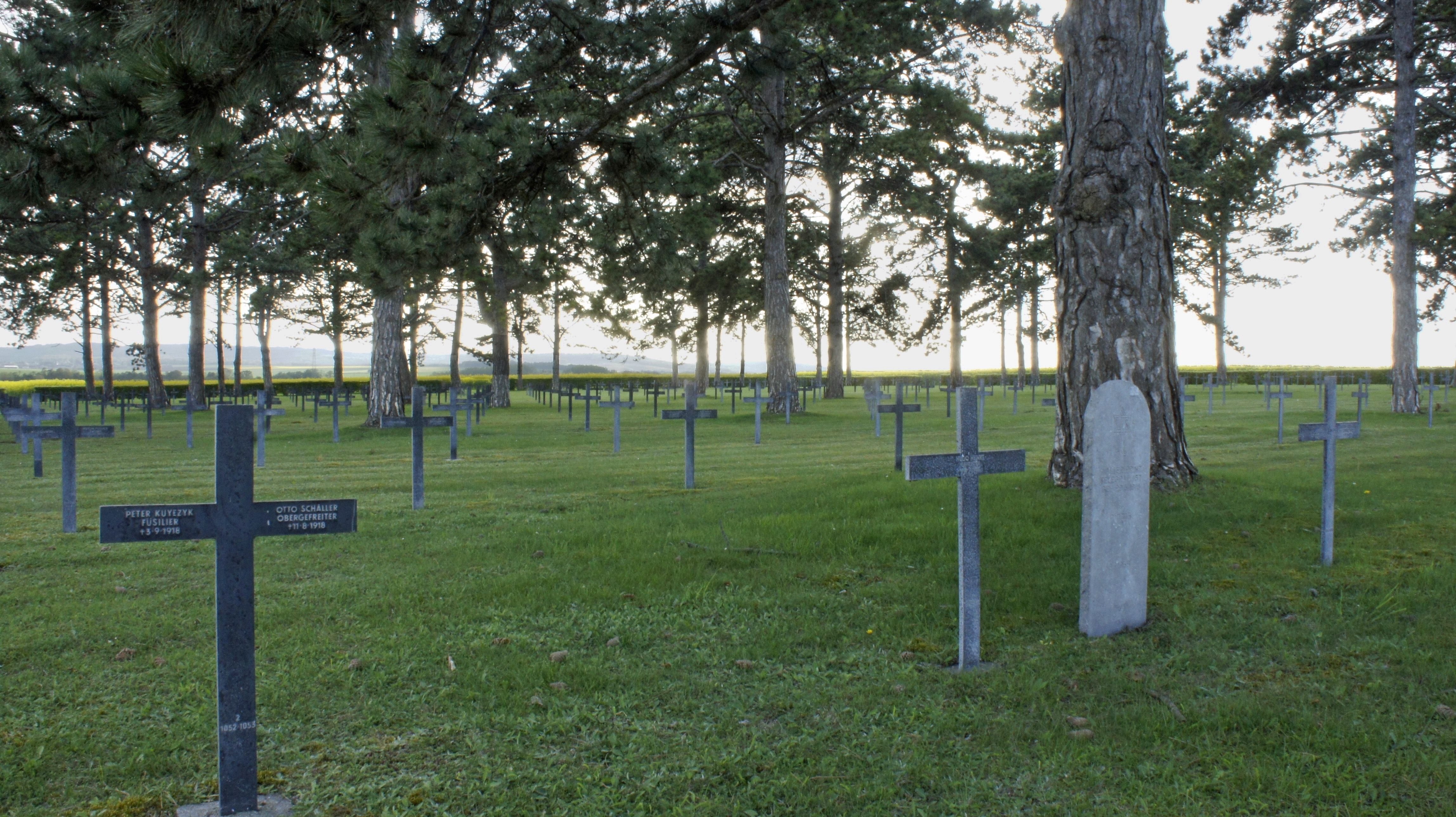
Le cimetière allemand.

- Un monument aux morts du 363e régiment d'infanterie, inauguré le 24 août 1930 en mémoire des soldats tombés lors de la reprise de Loivre le 16 avril 1917.
- Monuments aux morts des enfants de la commune morts sur les fronts de la guerre 1914-1918.
- Le cimetière allemand de Loivre. Il contient 4149 dépouilles de soldats allemands tués lors de la Première Guerre mondiale dont 1913 en ossuaire.
- La mairie est reliée à l'église par l'allée des Mariés.

### Vie associative, sport, culture
- L’étoile sportive Loivre Bermericourt, née le 15 juin 1941, devient en 1949 l’association sportive Loivre-Courcy. Son fondateur fut Pol Barre et en fut le président jusqu’en 1964. L’Etoile sportive Loivre Berméricourt fut relancée fin des années 70.
- Triennale des peintres du canton de Bourgogne : Tous les trois ans, la commune organise un salon de peinture. Le dernier a eu lieu en 2014.

### Personnalités liées à la commune
- Edouard Redont (1862-1942).